# Armenak Owanesjan
Armenak Owanesjan (orm. Արմենակ Հովհաննիսյան, ur. 28 lutego 1913 we wsi Bolszyje Sały obecnie w rejonie miasnikowskim w obwodzie rostowskim, zm. 21 czerwca 2002) – radziecki wojskowy, starszyna.

## Życiorys
Urodził się w ormiańskiej rodzinie chłopskiej. Pracował jako traktorzysta w kołchozie, od października 1936 do listopada 1938 odbywał służbę w Armii Czerwonej, po demobilizacji wrócił do domu. Po ataku Niemiec na ZSRR w lipcu 1941 ponownie został powołany do armii, walczył na Froncie Południowym, w końcu listopada 1941 został ranny i odesłany do szpitala w Stalingradzie. Po wyleczeniu ran wrócił na front, walczył na Froncie Południowo-Zachodnim, gdzie 27 maja 1942 został ponownie ranny, a także kontuzjowany, następnie wzięty do niewoli. Więziony w obozach jenieckich w Berdyczowie i Żytomierzu. W 1944 zbiegł z niewoli, wrócił do swoich i brał udział w dalszych walkach w składzie 170 gwardyjskiego pułku piechoty 57 Gwardyjskiej Dywizji Piechoty 8 Gwardyjskiej Armii 1 Frontu Białoruskiego. 1 sierpnia 1944 brał udział w walkach na przyczółku warecko-magnuszewskim w rejonie Chodkowa, gdzie podczas odpierania kontrataku wroga zniszczył karabin maszynowy wroga i zabił 6 żołnierzy wroga. W styczniu 1945 uczestniczył w walkach na południowy zachód od Garwolina, a od 4 do 10 lutego 1945 w walkach o Kostrzyn nad Odrą, gdzie przy odpieraniu niemieckiego ataku zabił ponad 20 Niemców. 18 kwietnia 1945 podczas bitwy o wzgórza Seelow zabił ponad 10 niemieckich żołnierzy. Po wojnie został zdemobilizowany. Pracował jako ślusarz i brygadzista w Nowoczerkasku.

## Odznaczenia
- Order Rewolucji Październikowej (5 kwietnia 1971)
- Order Wojny Ojczyźnianej I klasy (11 marca 1985)
- Order Sławy I klasy (15 maja 1946)
- Order Sławy II klasy (27 lutego 1945)
- Order Sławy III klasy (8 sierpnia 1944)